# Bình Tân (quận)
Bình Tân là một quận nội thành cũ thuộc Thành phố Hồ Chí Minh, Việt Nam.
Quận Bình Tân được thành lập vào ngày 5 tháng 11 năm 2003 trên cơ sở tách 3 xã: Bình Hưng Hòa, Bình Trị Đông, Tân Tạo và thị trấn An Lạc thuộc huyện Bình Chánh theo Nghị định 130/2003/NĐ-CP của Chính phủ Việt Nam. Đây là quận đông dân nhất Thành phố Hồ Chí Minh và cũng là quận đông dân nhất trong số các quận thuộc các thành phố trực thuộc trung ương với dân số gần 800.000 dân, tương đương với một tỉnh.

## Địa lý

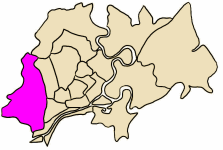
Vị trí quận Bình Tân trong nội thành Thành phố Hồ Chí Minh

Quận Bình Tân là một trong hai quận có diện tích lớn nhất Thành phố Hồ Chí Minh và cũng là quận đông dân nhất thành phố, có vị trí địa lý:
- Phía đông giáp quận Tân Phú và Quận 6
- Phía tây giáp huyện Bình Chánh
- Phía nam giáp Quận 8 và huyện Bình Chánh
- Phía bắc giáp Quận 12 và huyện Hóc Môn.

Quận có diện tích 52,02 km², dân số là 784.173 người, mật độ dân số đạt 15.074 người/km².
Địa hình quận Bình Tân thấp dần theo hướng đông bắc tây nam, được chia làm hai vùng là vùng cao dạng địa hình bào mòn sinh tụ, cao độ từ 3 - 4m, độ dốc 0 – 4 m tập trung ở phường Bình Trị Đông, phường Bình Hưng Hoà. Vùng thấp dạng địa hình tích tụ bao gồm phường Tân Tạo và phường An Lạc.

## Lịch sử
Địa bàn tương ứng với quận Bình Tân ngày nay, xưa kia tương ứng với địa bàn các thôn An Lạc, Bình Hưng, Bình Hưng Đông (tổng Long Hưng), Tân Tạo, Bình Trị Đông (tổng Tân Phong), thuộc huyện Tân Long, phủ Tân Bình, trấn Phiên An, được ghi chép trong Gia Định thành thông chí.
Trước năm 2003, vùng đất quận Bình Tân ngày nay là một phần huyện Bình Chánh. Huyện lỵ huyện Bình Chánh khi đó là thị trấn An Lạc.
Ngày 5 tháng 11 năm 2003, Chính phủ ban hành Nghị định 130/2003/NĐ-CP. Theo đó:
- Thành lập quận Bình Tân trên cơ sở tách toàn bộ diện tích và dân số của thị trấn An Lạc và 3 xã: Bình Hưng Hòa, Bình Trị Đông và Tân Tạo của huyện Bình Chánh
- Chia thị trấn An Lạc thành 2 phường: An Lạc và An Lạc A
- Chia xã Bình Hưng Hòa thành 3 phường: Bình Hưng Hòa, Bình Hưng Hòa A và Bình Hưng Hòa B
- Chia xã Bình Trị Đông thành lập 3 phường: Bình Trị Đông, Bình Trị Đông A và Bình Trị Đông B
- Chia xã Tân Tạo thành 2 phường: Tân Tạo và Tân Tạo A.

Sau khi thành lập, quận Bình Tân có 5.188,67 ha diện tích tự nhiên và 254.635 người, gồm 10 phường trực thuộc như hiện nay.
Ngày 16 tháng 6 năm 2025, Ủy ban Thường vụ Quốc hội ban hành Nghị quyết số 1685/NQ-UBTVQH15 (áp dụng từ ngày 30 tháng 6 năm 2025). Theo đó, giải thể quận Bình Tân và sắp xếp lại các phường mới cụ thể như sau:
- Phường Bình Tân: Gồm các phường Bình Hưng Hòa B và một phần của phường Bình Trị Đông A, một phần của phường Tân Tạo.
- Phường Bình Hưng Hòa: Gồm các phường Bình Hưng Hòa, một phần của phường Bình Hưng Hòa A và một phần phường Sơn Kỳ, quận Tân Phú.
- Phường Bình Trị Đông: Gồm các phường Bình Trị Đông và một phần phường Bình Trị Đông A, một phần phường Bình Hưng Hòa A.
- Phường An Lạc: Gồm các phường An Lạc, phường An Lạc A và phường Bình Trị Đông B.
- Phường Tân Tạo: Gồm các phường Tân Tạo A và một phần của phường Tân Tạo, một phần của xã Tân Kiên, huyện Bình Chánh.

## Hành chính
| Phường (10)     |      |
| An Lạc          | 4,84 |
| An Lạc A        | 1,16 |
| Bình Hưng Hòa   | 4,49 |
| Bình Hưng Hòa A | 4,65 |
| Bình Hưng Hòa B | 7,33 |

| Tên             | Diện tích (km²) |
| --------------- | --------------- |
| Bình Trị Đông   | 2,96            |
| Bình Trị Đông A | 4,66            |
| Bình Trị Đông B | 4,40            |
| Tân Tạo         | 5,06            |
| Tân Tạo A       | 12,34           |

Phường An Lạc là nơi đặt trụ sở Ủy ban nhân dân và các cơ quan hành chính của quận.

## Văn hóa & Xã hội
Trên địa bàn quận Bình Tân có nhiều dân tộc khác nhau sinh sống, trong đó chủ yếu là dân tộc Kinh chiếm 91,27% so với tổng số dân, dân tộc Hoa chiếm 8,45%, còn lại là các dân tộc Khmer, Chăm, Tày, Thái, Mường, Nùng, người nước ngoài.... Tôn giáo có Phật giáo, Thiên Chúa giáo, Tin Lành, Cao Đài, Hoà Hảo, Hồi giáo... trong đó Phật giáo chiếm 27,26% trong tổng số dân có theo đạo.

## Kinh tế

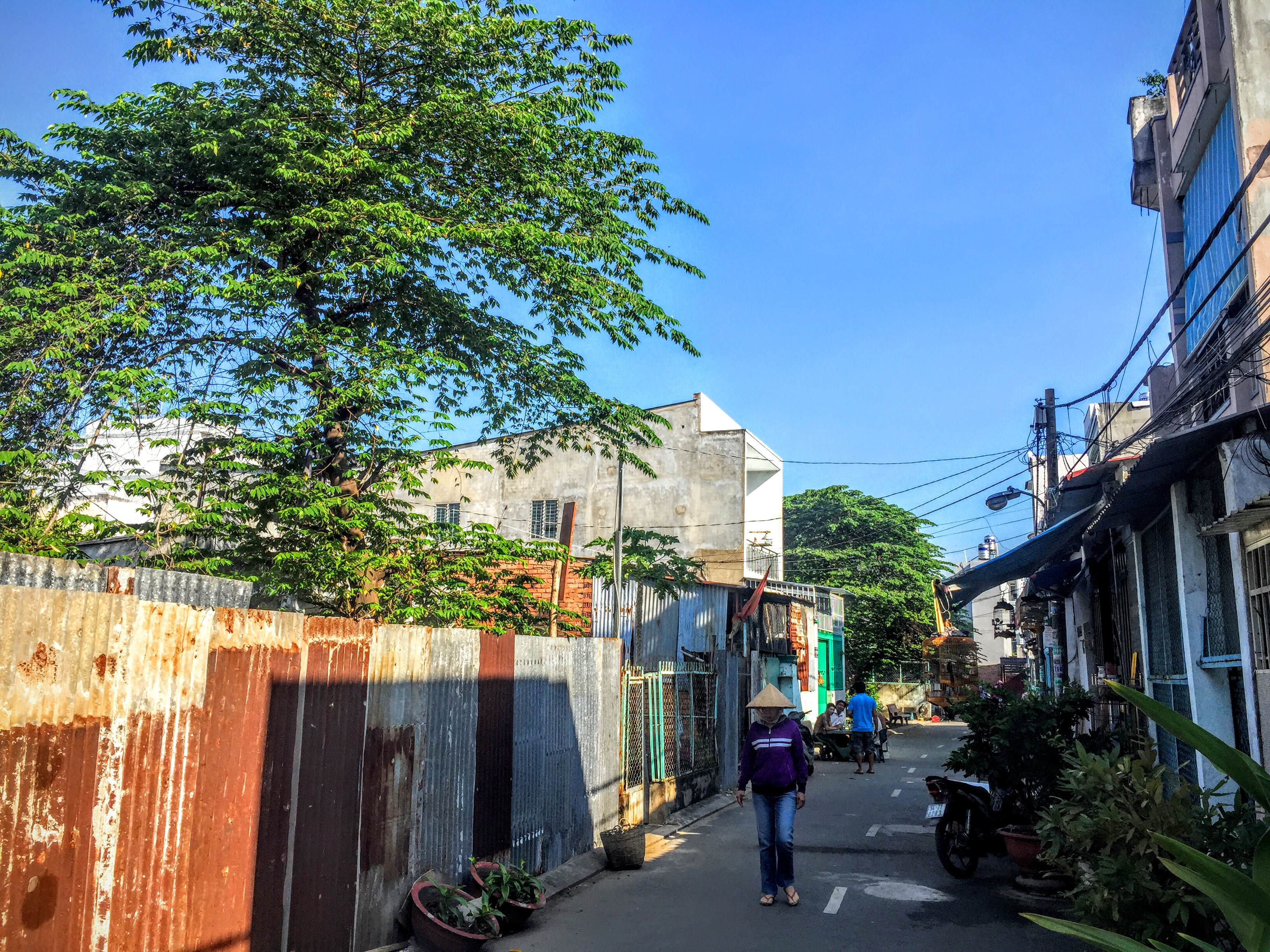
Một con hẻm trên địa bàn phường Bình Hưng Hòa A

Quận Bình Tân nằm ở cửa ngõ phía Tây của thành phố, có Quốc lộ 1A chạy ngang qua vành ngoài của thành phố. ngoài ra còn có tuyến đường Hồng Bàng và Hùng Vương đi các quận nội thành. Đồng thời Bến xe Miền Tây là bến xe chính đi các tỉnh đồng bằng sông Cửu Long.
Quận Bình Tân có tốc độ đô thi hoá diễn ra khá nhanh, hầu như các phường không còn đất nông nghiệp. Hiện nay nhiều mặt kinh tế xã hội của quận phát triển nhanh theo hướng đô thị. Trên địa bàn quận Bình Tân hiện có hai khu công nghiệp do Ban quản lý các khu công nghiệp thành phố quản lý là khu công nghiệp Tân Tạo và khu công nghiệp Vĩnh Lộc (Văn phòng BQL đặt tại phường Bình Hưng Hoà). Riêng khu công nghiệp giày da POUYUEN là khu công nghiệp 100% vốn nước ngoài chuyên sản xuất giày da, diện tích 58 ha.
Bình Tân còn có Đường Tên Lửa là trục xương sống nối giữa Tỉnh lộ 10 với đường Kinh Dương Vương, giáp ranh các xã Tân Tạo, Bình Trị Đông và thị trấn An Lạc, huyện Bình Chánh cũ (nay là quận Bình Tân, Thành phố Hồ Chí Minh).

## Hạ tầng
Hiện nay trên địa bàn quận Bình Tân đã và đang hình thành một số khu siêu đô thị mới như khu đô thị Ehome 3, GoHome Dream Residence, khu đô thị Smile Home, khu đô thị Tên Lửa Residence, khu đô thị Welife City, khu đô thị Akari City, khu đô thị Aio City,...

## Đường phố
Gồm các đường đặt tên số, và các tên chữ dưới đây:
| 26/3 An Dương Vương An Lạc Ao Đôi Ấp Chiến Lược Bà Hom Bến Lội Bia Truyền Thống Bình Hưng Hòa Bình Long Bình Thành Bình Trị Đông Bờ Bắc Sông Chùa Bờ Kênh Bờ Nam Sông Chùa Bờ Sông Bờ Tuyến Bùi Dương Lịch Bùi Hữu Diên Bùi Tư Toàn Cầu Kinh Cây Cám Chiến Lược Cống Lở | Dương Bá Cung Dương Tự Quán Đất Mới Đình Nghi Xuân Đình Tân Khai Đoàn Phú Tứ Đỗ Năng Tế Gò Mây Gò Xoài Hồ Học Lãm Hồ Văn Long Hòa Bình Hoàng Hưng Hoàng Văn Hợp Hương lộ 2 Hương lộ 3 Hương lộ 5 Hương lộ 80 Kênh Nước Đen Khiếu Năng Tĩnh Kinh Dương Vương Lâm Hoành Lê Công Phép Lê Cơ | Lê Đình Cẩn Lê Đình Dương Lê Đức Anh Lê Ngưng Lê Khả Phiêu Lê Tấn Bê Lê Trọng Tấn Lê Văn Quới Liên Ấp 1-2-3 Liên Khu 10 Liên Khu 10-11 Liên Khu 16-18 Liên Khu 2-10 Liên Khu 4-5 Liên Khu 5-6 Liên Khu 5-11-12 Liên khu 8-9 Lô Tư Lộ Tẻ Mã Lò Miếu Bình Đông Miếu Gò Đông Miếu Gò Xoài Mương Lệ | Nước Lên Ngô Y Linh Nguyễn Cửu Phú Nguyễn Đình Kiên Nguyễn Hới Nguyễn Quý Yêm Nguyễn Thị Tú Nguyễn Thức Đường Nguyễn Thức Tự Nguyễn Triệu Luật Nguyễn Trọng Trí Nguyễn Văn Cự Phạm Đăng Giảng Phan Anh Phan Cát Tựu Phan Đình Thông Phạm Bành Phùng Tá Chu Sin Cô Sơn Kỳ | Tạ Mỹ Duật Tân Hòa Đông Tân Kỳ Tân Quý Tân Tạo Tân Tạo-Chợ Đệm Tập đoàn 6B Tây Lân Tên Lửa Tỉnh lộ 10 Trần Đại Nghĩa Trần Hải Phụng Trần Thanh Mại Trần Văn Giàu Trung Tâm Trương Phước Phan Vĩnh Lộc Võ Trần Chí Võ Văn Kiệt Võ Văn Vân Vũ Hữu Vương Văn Huống |

## Y Tế
| Bệnh viện                            | Địa chỉ                                                     | Phân Loại                    | Ghi chú         |
| ------------------------------------ | ----------------------------------------------------------- | ---------------------------- | --------------- |
| Bệnh viện Quận Bình Tân              | 809 Hương Lộ 2, Phường Bình Trị Đông A, Quận Bình Tân       | Bệnh viện trực thuộc Sở Y Tế | Tỉnh/ Thành phố |
| Bệnh viện Quốc Tế City               | Số 3 đường 17A, Phường Bình Trị Đông B, Quận Bình Tân       | Quốc Tế                      |                 |
| Bệnh viện Gia An 115                 | Số 5 đường 17A, Phường Bình Trị Đông B, Quận Bình Tân       | Hợp tác công tư (PPP)        | Quận/ Huyện     |
| Bệnh viện Triều An                   | 425 Kinh Dương Vương, Phường An Lạc, Quận Bình Tân          | Tư Nhân                      | Quận/ Huyện     |
| Bệnh viện Chuyên khoa Ngoại Minh Anh | 36 Đường 1B, Phường Bình Trị Đông, Quận Bình Tân            | Tư Nhân                      | Quận/ Huyện     |
| Bệnh viện Quốc Ánh                   | 110 đường số 54, Khu Tân Tạo, Phường Tân Tạo, Quận Bình Tân | Tư Nhân                      | Quận/ Huyện     |

## Giáo dục

### Các trường cao đẳng
| Tên trường                                             | Địa chỉ                               | Website | Ghi chú |
| ------------------------------------------------------ | ------------------------------------- | ------- | ------- |
| Phân hiệu Trường Cao đẳng Nông nghiệp Nam Bộ tại TPHCM | 511 An Dương Vương, P. An Lạc A       |         |         |
| Trường Cao đẳng Y Dược Sài Gòn                         | 1036 Tân Kỳ Tân Quý, P. Bình Hưng Hòa |         | Cơ sở 2 |

### Các trường THPT
| Tên trường                  | Địa chỉ                                         |
| --------------------------- | ----------------------------------------------- |
| Trường THPT An Lạc          | 595 Kinh Dương Vương, P. An Lạc                 |
| Trường THPT Bình Hưng Hòa   | 79/19 đường số 4, P. Bình Hưng Hòa              |
| Trường THPT Bình Tân        | 117/4H Hồ Văn Long, P. Tân Tạo                  |
| Trường THPT Nguyễn Hữu Cảnh | 845 Hương Lộ 2, P. Bình Trị Đông A              |
| Trường THPT Vĩnh Lộc        | 87 đường số 3, KDC Vĩnh Lộc, P. Bình Hưng Hòa B |

### Các trường THCS
| Tên trường                  | Địa chỉ                                    |
| --------------------------- | ------------------------------------------ |
| Trường THCS An Lạc          | 57 Phùng Tá Chu, P. An Lạc A               |
| Trường THCS Bình Hưng Hòa   | 10/47 Quốc lộ 1A, P. Bình Hưng Hòa B       |
| Trường THCS Bình Tân        | 173/171 đường số 173, P. An Lạc            |
| Trường THCS Bình Trị Đông   | B15/22C Hương Lộ 2, P. Bình Trị Đông       |
| Trường THCS Bình Trị Đông A | 160A Mã Lò, P. Bình Trị Đông A             |
| Trường THCS Bình Trị Đông B | 18 Tên Lửa, P. Bình Trị Đông B             |
| Trường THCS Hồ Văn Long     | 52 Hồ Văn Long, P. Tân Tạo                 |
| Trường THCS Huỳnh Văn Nghệ  | 89 đường số 3, P. Bình Hưng Hòa B          |
| Trường THCS Lạc Long Quân   | 1014/88/9 Tân Kỳ Tân Quý, P. Bình Hưng Hòa |
| Trường THCS Lê Tấn Bê       | Đường số 2D, Khu phố 3, P. An Lạc          |
| Trường THCS Lý Thường Kiệt  | 33 Trương Phước Phan, P. Bình Trị Đông     |
| Trường THCS Nguyễn Trãi     | 140 đường số 18, P. Bình Hưng Hòa          |
| Trường THCS Tân Tạo         | 68 Hồ Văn Long, P. Tân Tạo                 |
| Trường THCS Tân Tạo A       | 4449/8 Nguyễn Cửu Phú, P. Tân Tạo A        |
| Trường THCS Trần Quốc Toản  | 76 Kênh Nước Đen, P. Bình Hưng Hòa A       |